# Хилиомоди
Хилиомоди (на гръцки: Χιλιομόδι, катаревуса Χιλιομόδιον, Хилиомодион) е село в Република Гърция, дем Егялия, област Западна Гърция. Селото има население от 1750 души.

## Личности
Родени в Хилиомоди
- Ирини Папа (р. 1926), гръцка актриса